# Peperomia emarginella
Peperomia emarginella är en pepparväxtart som först beskrevs av Olof Swartz och Johan Emanuel Wikström, och fick sitt nu gällande namn av C. Dc.. Peperomia emarginella ingår i släktet peperomior, och familjen pepparväxter. Inga underarter finns listade i Catalogue of Life.